# Cot Tanoh Cempaga
Cot Tanoh Cempaga är ett berg i Indonesien.   Det ligger i provinsen Aceh, i den västra delen av landet, 1 800 km nordväst om huvudstaden Jakarta. Toppen på Cot Tanoh Cempaga är 1 478 meter över havet.
Terrängen runt Cot Tanoh Cempaga är huvudsakligen kuperad, men den allra närmaste omgivningen är bergig.Runt Cot Tanoh Cempaga är det ganska tätbefolkat, med 86 invånare per kvadratkilometer. I omgivningarna runt Cot Tanoh Cempaga växer i huvudsak städsegrön lövskog.